# Клосковска, Антонина
Антонина Клосковска (7 ноября 1919, Пётркув-Трыбунальский — 12 июля 2001, Варшава) — действительный член Польской академии наук, профессор социологии Лодзинского и Варшавского университетов, профессор в Институте политических исследований ПАН, редактор «Культуры и общества» и «Социологического обзора», одна из важнейших фигур в польской социологии второй половины XX в.
Процесс интеллектуального формирования Антонины Клосковской начался во время второй мировой войны, сначала в форме подпольных курсов, затем — интенсивного самообразования. Продолжением стало изучение социологии в Лодзинском университете в 1945—48 гг. Очень скоро, уже в 1946 г., Клосковская начала научную и дидактическую работу как ассистент на Гуманитарном факультете этого вуза. Её университетскими преподавателями и учителями были два выдающихся польских социолога того периода: Юзеф Халасинский и Станислав Оссовский. В Лодзи во времена создания Лодзинского университета (УЛ) работали также известные польские социологи Мария Оссовская, Юзеф Обрембски, Нина Ассородобрай и последний в довоенной Польше докторант Флориана Знанецкого — Ян Щепаньский. В родственных дисциплинах активны были тогда: Тадеуш Котарбинский, Хелена Радлиньска, Сергиуш Гессен, Марианн Генрик Серейски. Все это имело существенное влияние на формирование лодзинского социологического круга, в создании которого значительное и по мере лет растущее участие приняла А. Клосковска.
Влияние учителей, а также собственные интересы склонили К. к социологическому исследованию культуры. Ранее всего обрисовалось то направление её исследований, которое касалось проблем социально-культурного формирования индивидуума и интернализации культуры. Этим вопросам был посвящён труд «Проблема личности первобытного человека в современной американской этносоциологии», за который в 1950 г. К. получила степень доктора гуманитарных наук. В тот период, а также чуть позже, появляется множество публикаций, посвящённых типу личности в антропологии и национальному характеру, а также американской школе «личности и культуры» и её выдающимся представителям. Эти исследования К. развивала также во взаимодействии с международной группой ученых, работающих в ЮНЕСКО под направлением Отто Клинеберга над проблемой источников напряжений в международных отношениях, а впоследствии — в Группе прикладной социальной психологии (GPSA). Также выполняла функции эксперта в созданной ЮНЕСКО группе по подготовке доклада «Понятия расы, идентичности и достоинства», опубликованного в июле 1972 г.
Период, предшествующий этим достижениям, был пронизан условиями, затрудняющими работу и научное развитие. В 1950—1956 гг., в связи с закрытием социологии по политическим причинам как академической дисциплины, К., как и другие члены группы Халасинского, вынуждена была перейти от социологических исследований к изучению истории культуры и социальной мысли. В период проведения исторических исследований и интенсивных интеллектуальных контактов с сообществом историков появляется работа «Макиавелли как гуманист на фоне итальянского Возрождения», на основе которой в 1954 г. К. получила степень доцента. Однако вскоре после октябрьских перемен 1956 г. стипендия Форда позволила ей выехать в 1958 г. в Париж для специальных занятий в области социологии культуры.
Возвращение социологии в Польше статуса академической дисциплины позволило предпринять эмпирические исследования в некоторых направлениях и интенсифицировать теоретическую рефлексию, что нашло отражение также в работах К. в 1964—1981 гг. Следует, прежде всего, указать на цикл публикаций, связанных с университетским преподаванием истории социальной мысли и классических социологических теорий. К. предприняла тщательный анализ попытки конституирования социологии как номотетической науки, формулирующей общие законы на пример точных наук. Эта работа отразилась в труде «Зарисовка образа развития социальной мысли», ставшем развитием методологических импликаций тезиса о невозможности игнорирования исторической и культурной вариативности социальных явлений.
Другим выразительно выступающим направлением работ К. были исследования, посвящённые современно массовой культуре. Они представлены в многочисленных публикациях, касающихся феномена массовой культуры, процесса его становления и конкретных черт в западных странах и Польше. Одновременно с 1960-х гг. К. занимается теоретическими исследованиями, посвящёнными различиям концепции культуры в социологии и антропологии, истории понятия культуры, связям между повседневным и академическим пониманием культуры. Синтезом изысканий в работах, посвящённых данному направлению исследований, является книга «Массовая культура. Критика и защита» (1964). Данная публикация (много раз переизданная, в том числе четыре раза — за границей), оказала фундаментальное влияние на способ понимания и исследования культуры в Польше. Кроме реконструкции процесса формирования массовой культуры К. подняла в работе два важных вопроса. Первый — рассматриваемый среди прочих в связи процессами демократизации культуры — касался основ формулирования оценок массовой культуры как своеобразной формы творчества и обращения произведений. Другой был связан с проблемами, которые в последующие два десятилетия стали частью научных интересов К. В самом общем виде их можно описать как стремление к формулировке теоретических и методологических основ полноправности социологии культуры как отдельной социологической дисциплины.
Комментируя применения понятия «культура» и констатируя существование продолжительной тенденции отхождения от глобальных антропологических подходов к культуре в сторону селективных (наблюдаемого, напр., в трудах М. Вебера, М. Шелера, А. Вебера, К. Маннгейма, Р. МакАйвера), К. предложила выделение из целости культуры относительно автономного сектора, который назвала культурой в узком понимании, или культурой символической. Этот сектор — исследовательское поле социологии культуры — характеризуется тем, что содержит элементы культуры, которые являются знаками, не имеющими непосредственных инструментальных соотнесений. Из данного положения следовало, что социология культуры выходит из стадии интуитивно формулируемого поля исследований, о котором было мнение, что оно охватывает связанные с ним предметы каким-то неопределенным образом (напр., рамкой, имплицируемой через понятие «духовной культуры»). Это также позволило рассматривать явления, содержащиеся в таким способом очерченном поле с перспективы социальной коммуникации и одновременно зарисовало фундаментальную исследовательскую проблематику с выразительными эмпирическими соответствиями/